# Askole

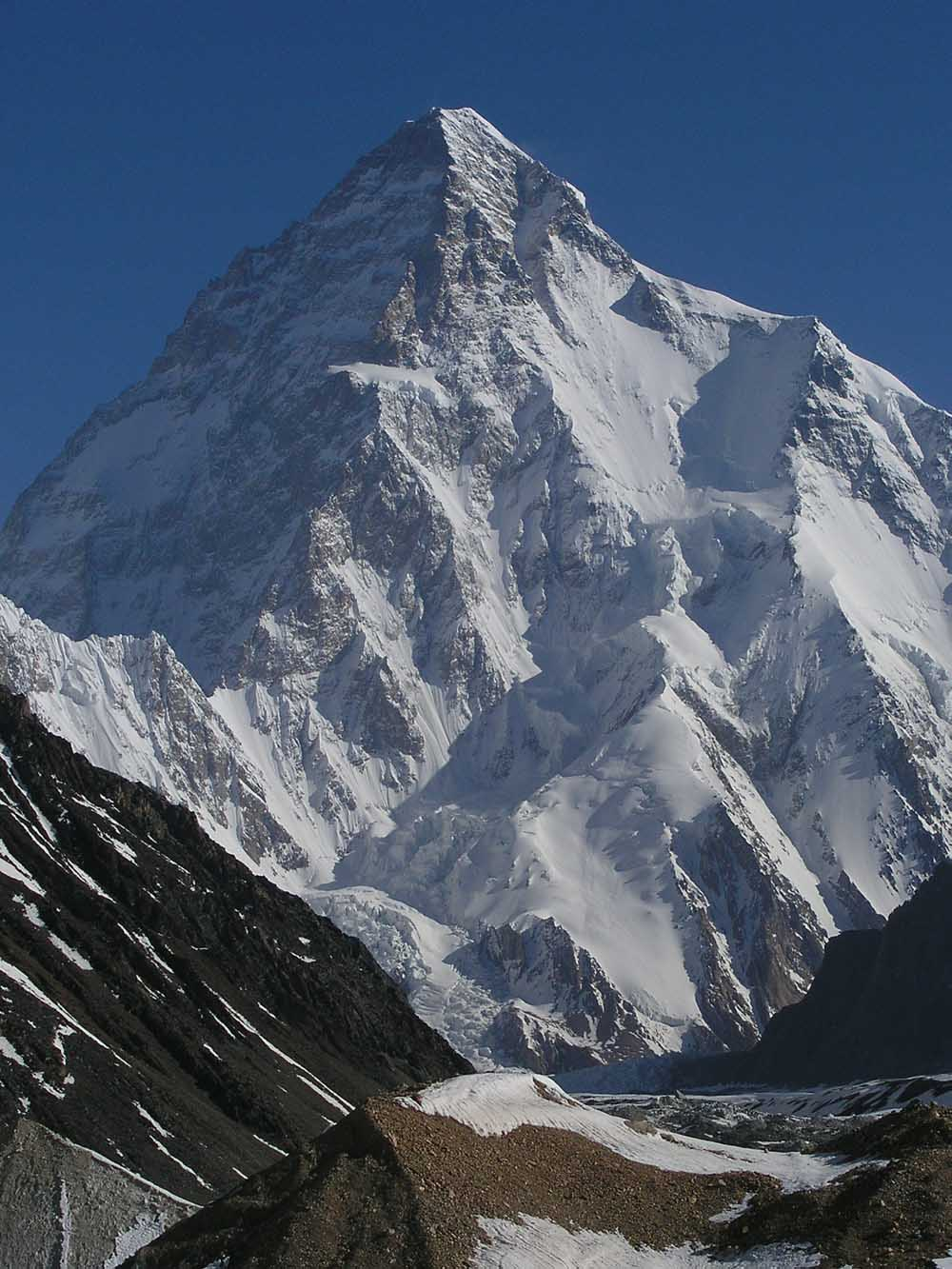
K2, la seconda montagna più alta del mondo. La cittadina è il centro abitato più vicino alla montagna, nonostante disti ben 80 km

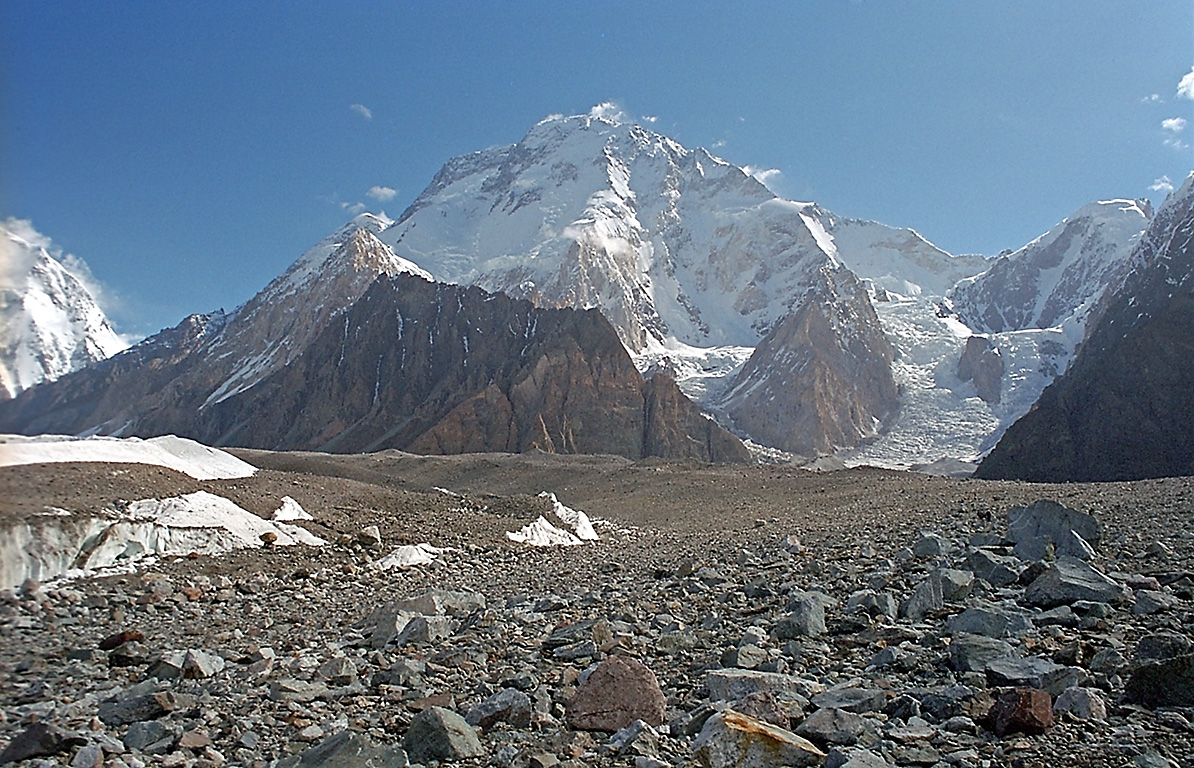
Broad Peak, la dodicesima montagna più alta del mondo

Askole o Ascole ((UR) اسکولے) è una cittadina situata nella valle di Shigar, nella parte più remota della regione Gilgit-Baltistan, in Pakistan, a circa 3000 metri di altitudine. È l'ultimo centro abitato prima del ghiacciaio Baltoro ed è noto come il più vicino centro abitato per raggiungere alcuni ottomila tra cui il K2 ed il Broad Peak.

## Storia
Secondo la tradizione locale, il villaggi fu fondato verso nel XVI secolo da tre fratelli originari di Yarkand: Sangar, Goud e Chow. Questi nomi sopravvivono nei nomi dei gruppi familiari odierni.

## Popolazione
La popolazione appartiene all'etnia Balti popolazione sempre vissuta a cavallo tra il Tibet ed il mondo indo-europeo, che presenta caratteristiche culturali di entrambi i mondi. Anticamente i Baltì erano buddisti, ma nel XIV secolo si convertirono all'islam, ed oggi la popolazione di Askole è principalmente di religione islamica sciita.

## Economia
L'economia è essenzialmente di tipo agricolo e pastorizio; nel periodo estivo, molti degli uomini si impiegano come portatori per le spedizioni occidentali, mentre le donne partecipano al lavoro dei campi.

### Servizi
Non esiste telefono e le comunicazioni sono garantite da un telegrafo e dai corrieri che, in parte a piedi, in parte in jeep, collegano i villaggi della valle, fino alla città di Skardu.
Fino a metà degli anni novanta, Askole era raggiungibile solo a piedi. In seguito fu costruita una strada da Skardu, che permette di raggiungere il villaggio con mezzi fuoristrada.
Dal 1997 è presente un presidio medico, e dal 2003 il villaggio è dotato di un ambulatorio permanente, che offre servizi di medicina di base alla popolazione.
Dal 2004 il villaggio è servito da un acquedotto realizzato dal comitato Ev-K2-CNR del Consiglio Nazionale delle Ricerche italiano nell'ambito di una missione celebrativa del cinquantenario della prima ascensione del K2.

### Turismo
Askole costituisce il punto di partenza per quattro dei quattordici Ottomila (le montagne con altezza superiore a 8.000 m); inoltre, è punto di appoggi per trekking sul ghiacciaio Baltoro e per le spedizioni alpinistiche dirette alle montagne che circondano il ghiacciaio medesimo.
Tra le montagne per cui Askole costituisce un punto di appoggio vi sono:
- K2 (8609 m)
- Gasherbrum I (8080 m)
- Broad Peak (8047 m)
- Gasherbrum II (8035 m)
- Gasherbrum III (7946 m)
- Gasherbrum IV (7925 m)
- Masherbrum (K1) (7821 m)
- Chogolisa (7665 m)
- Torre Muztagh (7273 m)
- Picco Concordia (7160 m)
- Biarchedi (6781 m)
- Torri di Trango (6363 m)
- Mitre Peak (6010 m)